# Sciuroleskea xanthophylla
Sciuroleskea xanthophylla är en bladmossart som beskrevs av Brotherus 1925. Sciuroleskea xanthophylla ingår i släktet Sciuroleskea och familjen Stereophyllaceae. Inga underarter finns listade i Catalogue of Life.